# Georges Maniakès
 (février 2022).
Georges Maniakès (Γεώργιος Μανιάκης en grec) est un général byzantin d’origine grecque du XIe siècle, identifié aussi sous le nom de Gyrgir dans les sagas scandinaves. Fils de Goudelios Maniakes, il parvient à se hisser au rang de général malgré ses origines modestes. Il fait valoir ses talents militaires lorsqu’il parvient à prendre la ville d’Édesse aux Seldjoukides en 1032 ainsi que d’autres territoires de l’actuelle Syrie. Il est surtout renommé pour sa reconquête partielle de la Sicile qui commence en 1038. Au cours de sa vie, le tempérament colérique de Maniakès lui attire plusieurs problèmes avec le pouvoir impérial de Byzance. Il se fait emprisonner et plus tard, son mécontentement envers l’empereur Constantin IX Monomaque le pousse finalement à la révolte en 1042, où il trouve la mort durant une importante bataille. Le décès de Maniakès, en l’an 1043, est une énigme pour ses contemporains, car aucun d’eux n’est en mesure de prouver qui l’a achevé.
L’intellectuel byzantin Michel Psellos, son contemporain, affirme avoir connu Georges Maniakès et le décrit comme un homme que la nature a destiné à être un commandant militaire, car « sa taille atteignait au dixième pied, et ceux qui le regardaient levaient la tête comme vers une colline ou un sommet de montagne. Sa figure n’était ni douce ni agréable, mais évoquait l’idée d’un ouragan ; sa voix était un tonnerre, et ses mains étaient capables d’ébranler des murailles et de briser des portes de bronze ; son élan était celui d’un lion et son sourcil était terrible. Et tout le reste, en cet homme, s’accordait et concordait avec ces traits. Et ce qui se disait de lui renchérissait sur ce qui se voyait ; et tous les barbares en avaient peur, l’un pour l’avoir vu et admiré, l’autre pour avoir entendu parler de lui en des récits terrifiants ».
Son armée est composée de mercenaires de toutes sortes. Certains viennent d’Italie et de Lombardie, et il a sous son commandement le semi-légendaire héros scandinave Harald Hardrara, qui commandait la garde varègue. Harald Hardrara devient plus tard roi de Norvège. Un autre personnage notoire sous ses ordres est Guillaume de Hauteville, commandant des mercenaires normands, surnommé Bras-de-fer après avoir vaincu, en combat singulier, l’émir musulman de Syracuse, à Troina. Ces deux commandants quittent à des moments différents les troupes de Maniakès et ne sont donc pas à ses côtés lors de sa mort.
Il est représenté dans les Chronique de Skylitzès de Madrid, où se trouvent des miniatures de ses différents accomplissements.

## Sa carrière militaire

### Le massacre de Telouch

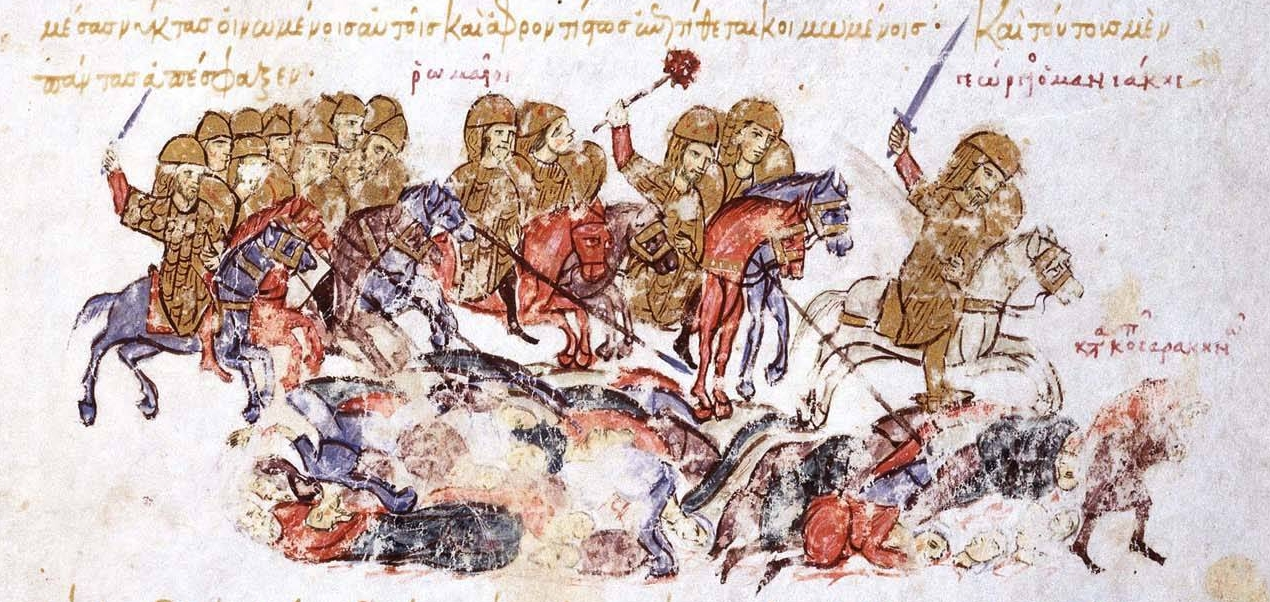
Le massacre de Telouch, dans le Chronique de Skylitzès de Madrid.

En 1030, l’empereur Romain III Argyre subit une défaite face aux Arabes et est forcé de fuir. Il trouve refuge en Cappadoce. Une troupe d’environ 800 Arabes se présente devant le général Maniakès et tente de lui faire croire que l’empereur a été capturé et le somme de leur remettre la ville de Telouch, le centre administratif du thème du même nom, dont Georges est le commandant. Loin d’être dupé, il feint l’obéissance et leur envoie des vivres, incluant une grande quantité de vin, et prétend qu’il leur remettra la ville le lendemain. Or, il attaque le camp ennemi en plein milieu de la nuit, alors que ces derniers sont hors d’état de se défendre parce qu’ils sont en plein sommeil ou en état d’ébriété après avoir consommé le vin offert par les Byzantins. Ce qui s’ensuivra sera davantage un massacre qu’un vrai affrontement entre deux armées. Après l’attaque, Maniakès fait couper le nez et les oreilles des cadavres ennemis pour les présenter à l’empereur qui récompensera son acte en le nommant catépan de Vaspourakan.

### La prise d'Édesse

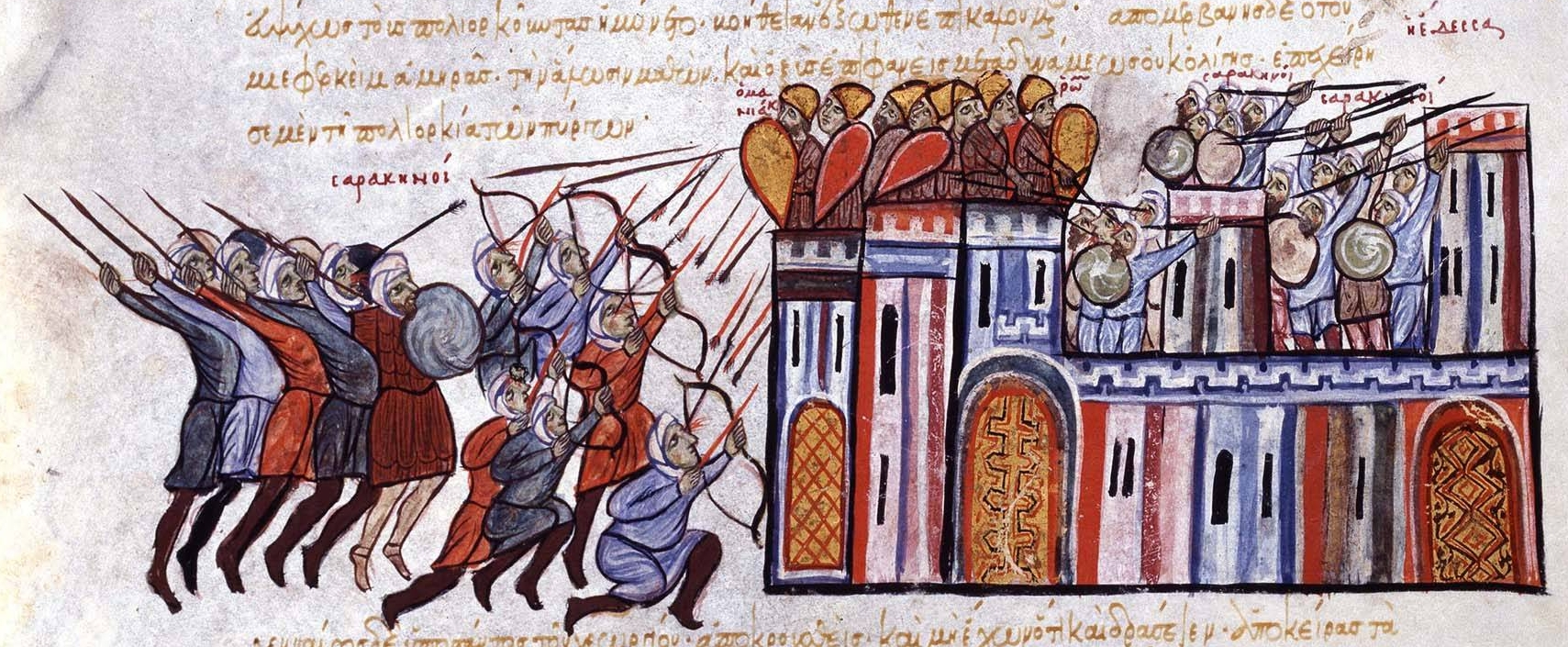
La saisie d'Édesse en Syrie par l'armée byzantine et la contre-attaque des Arabes, dans le Chronique de Skylitzes.

C’est sous l’empereur Romain III Argyre, en 1032, que la renommée de Maniakès débute. Alors commandant des cités de l’Euphrate, il part de sa résidence de Samosate et tente de prendre la ville d’Edesse. La ville est sous la domination des seldjoukides et son contrôle est confié par l’émir de Martyropolis à un gouverneur turc du nom de Sulayman Ibn Al Kurgi. Essuyant de nombreuses défaites face aux Byzantins, Sulayman finit par rendre la ville au milieu de la nuit, sous promesse de recevoir richesses et honneurs. Aussitôt que les Byzantins entrent dans la ville, Maniakès prend trois forteresses lourdement fortifiées afin de repousser efficacement l’émir, sachant que ce dernier réagira à la perte d’Edesse.
À la suite de la défaite de Sulayman Ibn Al Kurgi, l’émir de Martyropolis, Nasr ad-Dawla ibn Marwan, va lui-même guider une force armée pour assiéger les forteresses, mais sans succès devant la défense de Maniakès, il récupère le plus de richesses possible et abandonne finalement la région, car il lui semble impossible de la reprendre.
Georges Maniakès peut maintenant prendre possession de la ville d’Édesse en prenant la forteresse qui se trouve en son centre. Sa conquête accomplie, il est chargé de gouverner la région. En prenant les richesses de la ville, il trouve deux lettres écrites en syriaque, une correspondance entre Jésus-Christ lui-même, et le roi Abgar. Cet objet de grande valeur sera envoyé à l’empereur. Le tribut annuel que doit verser Maniakès à l’empereur, en tant que gouverneur de la ville d’Edesse, s’élève à cinquante livres d’or.

### La conquête de la Sicile
En 1034, Maniakès est envoyé par l’empereur Michael IV à Vaspourakan en tant que gouverneur.
En 1035, Apolaphar Mouchoumet, le gouverneur de la Sicile, détenteur du titre de magistère à la suite de la conclusion d’une alliance avec l’empereur byzantin, demande l’aide de ses alliés byzantins, car il est défait face à une révolte menée par son frère Apochaps. C’est le général Georges Maniakès qui est chargé de venir en aide à Apolaphar.
Les Byzantins sont retardés et plusieurs années s’écoulent avant que Maniakès n’arrive en Sicile, soit en 1038. Ce délai entre le départ de Constantinople et l’arrivée en Italie de Maniakès semble être dû au fait qu’il devait rassembler ses troupes, il était notamment accompagné par Harald Hardrara. Entre-temps, Apolaphar se réconcilie avec son frère. Conscients que Maniakès et son armée arriveront bientôt, les deux frères font appel à un allié carthaginois du nom de Abdallah ben al-Mu’izz, afin de le repousser. Ce sont les Byzantins qui sortent vainqueurs de cette confrontation, et les Carthaginois seront contraints de prendre la fuite. Petit à petit, Maniakès entreprend de conquérir de petites villes siciliennes jusqu’à dominer presque toute l’île, incluant Syracuse, où vivait un grand nombre de Grecs. Partout où il passe, Georges prend bien soin de faire bâtir une citadelle et d’y laisser suffisamment d’hommes pour repousser toutes tentatives locales de reprendre les villes conquises.
L’émir carthaginois, Abdullah ben al-Mu’izz, revient plus tard et fait camper ses troupes sur une plaine nommée Draginaï, aujourd’hui Troina. Cette fois, Maniakès est bien décidé à ne pas laisser le commandant ennemi s’échapper. Il charge son officier commandant des flottes, Stephen, le beau-frère de l’empereur, de défendre les côtes et de ne laisser aucun ennemi fuir. Une fois de plus Maniakès parvient à vaincre les Carthaginois, mais l’émir parvient à prendre la fuite par la voie maritime, malgré les précautions des Byzantins.

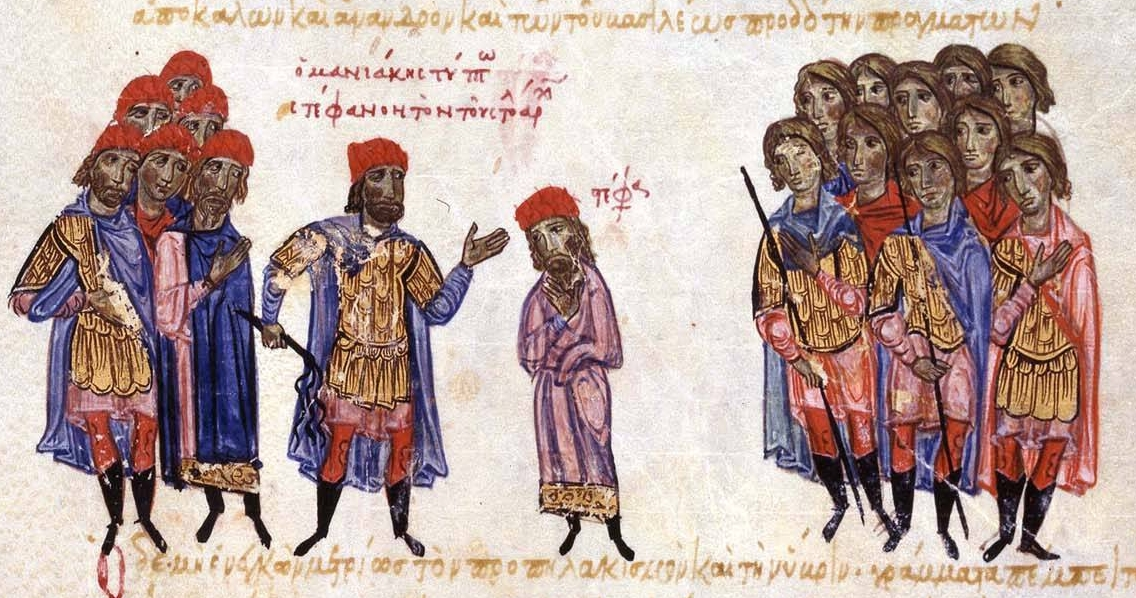
Georges Maniakès (au centre, tenant un fouet) réprimande Stephan, dans la Chronique de Skylitzes.

Dans un élan de colère, et tenant Stephen responsable de la fuite du commandant ennemi, le général Byzantin insulte et frappe le beau-frère de l’empereur à répétition. L’officier insulté profite de sa relation avec le pouvoir impérial et fait parvenir une missive à Jean l’Orphanotrophe, qui est aussi le frère de l'empereur et donc le beau-frère de Stephen. Dans cette lettre, il accuse faussement le général d’entretenir des idées de rébellion envers l’empire. À la suite de ces accusations, Maniakès sera ramené à la capitale et y sera emprisonné en 1040. La défense de la Sicile est maintenant entre les mains de Stephen, mais ce dernier se révèle être un commandant médiocre, et en une courte période de temps, la plupart des villes siciliennes prises par Maniakès sont perdues.

### Le retour en Italie

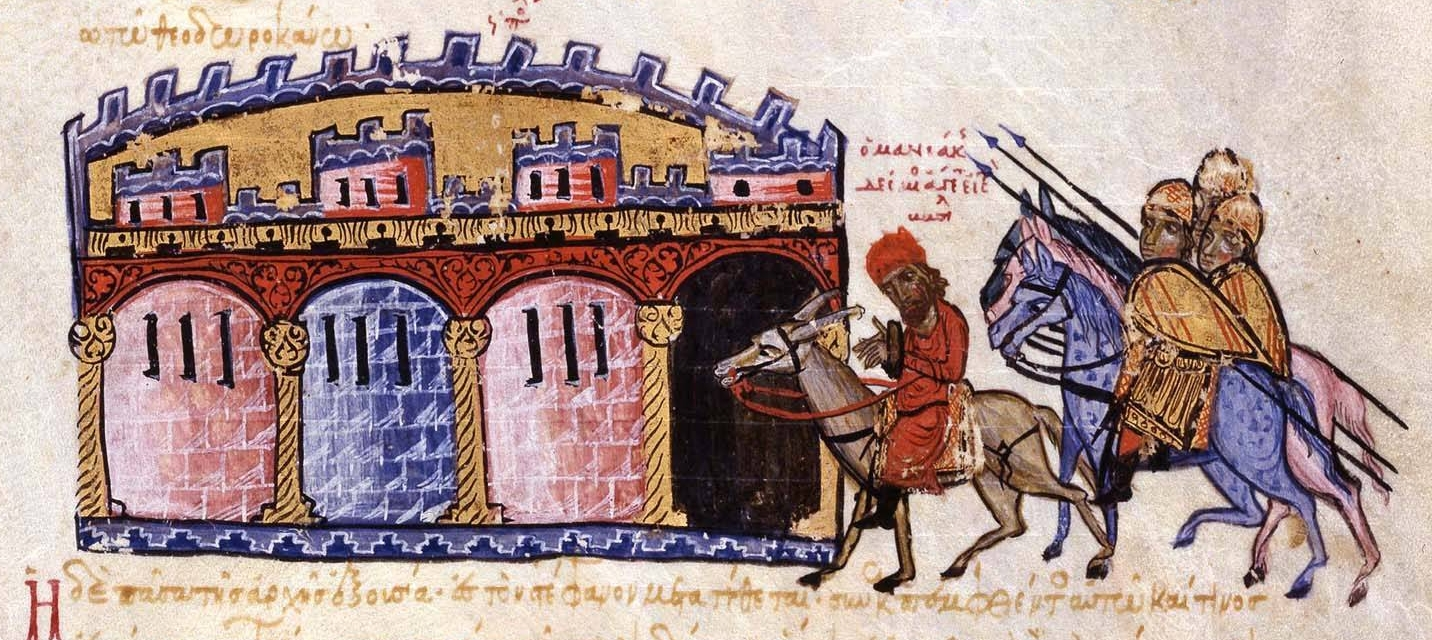
Maniakès est emmené à Constantinople, dans la Chronique de Skylitzes.

Durant l’emprisonnement de Georges, de nombreux envahisseurs profitèrent de l’incompétence des officiers byzantins maintenant chargés de la région. Mais arrive au trône, en 1041, l’empereur Michael V le Calfat, qui est le fils de Stephen, ce dernier est soucieux de reprendre la Sicile. Il libère donc Maniakès, puis le nomme Magistère et commandant suprême de l’armée en Italie. Le général fait route vers l’Italie avec un nombre de soldats insuffisant, mais parvient tout de même à chasser ses ennemis de la Sicile et y ramener l’ordre. À peine arrive-t-il à accomplir quoi que ce soit en Italie que, de nouveau, il se fera rappeler à la capitale, sous de fausses accusations de trahison, qui sont le résultat de manigances orchestrées par un de ses ennemis, Romain Skléros.

### Sa tentative d'usurpation et sa mort
L’empereur Constantin IX Monomaque arrive au pouvoir en 1042. Selon l’intellectuel Psellos, qui faisait partie de la cour de cet empereur et qui connaissait bien les exploits de Maniakès, l’empereur a commis une erreur en négligeant son général et en ne le couvrant pas d’honneurs pour lui montrer qu’il porte une haute estime à ses capacités militaires. Pour Psellos, l’indifférence de l’empereur pourrait avoir créé un sentiment de rancune chez Maniakès.
Le succès de Maniakès semble lui avoir attiré beaucoup d’ennemis. Un d’entre eux était Romain Sklèros, dont la propriété en Anatolie avoisinait celle de Maniakès. Une dispute en 1034 concernant les limites de leurs terrains finit de façon violente, et Maniakès tente de le tuer, en vain. La sœur de Romain, Maria, se trouve être la maîtresse de l’empereur Constantin IX. Ainsi, quand Constantin IX arrive au pouvoir, Sklèros réussit à acquérir le rang de magistère et a une certaine influence sur l’empereur. Romain a encore de la rancune envers Maniakès et comme ce dernier est absent, en campagne militaire, Sklèros décide de piller les villages se trouvant sur la propriété du général ainsi que de séduire sa femme. L’année suivante, il entreprend de miner la position du général à la cour et parviendra à lui faire perdre sa position de Magistère ainsi que son haut rang militaire, en plus de le faire convoquer à la capitale par l’empereur.
Pour savourer sa victoire, Sklèros décide d’aller lui-même à la rencontre de Georges afin de lui annoncer sa rétrogradation. Dans sa colère envers son ennemi, le général le tue en le faisant suffoquer avec de la bouse. Sachant que seul l’emprisonnement l’attend s’il se rend à la capitale, il décide de détourner l’armée impériale qu’il commande, chose qui se fait aisément car son nom inspire l’admiration des soldats autour de lui, ces derniers le proclament même empereur,. Alors que Maniakès est en marche vers la capitale impériale, un émissaire qui n’a aucune expérience diplomatique, le protestataire Pardos, apparaît devant lui. L’envoyé impérial a pour mission de garantir le pardon si Maniakès cesse tout de suite sa révolte, mais il n’en fait rien et décide plutôt d’insulter et de faire état des nombreux châtiments qui attendent le général. Maniakès voit dans le comportement de l’émissaire la confirmation de ses soupçons et tue l’ambassadeur. Il est maintenant décidé à bel et bien attaquer l’empereur. Constantin IX est contraint de mettre sur pied une grande armée pour contrer l’usurpateur, mais il ne veut pas risquer que le général de cette armée se révolte à son tour, c’est pourquoi il nomme comme responsable de ces troupes un eunuque, le sébastophore Étienne Pergamos, qui lui est fidèle mais est inexpérimenté en affaires militaires.
Maniakès a vent de la mobilisation d’une grande armée pour le contrer, et décide de surprendre la troupe envoyée par la capitale en allant lui-même à sa rencontre, près d’Ostrovo, en Bulgarie. Ses soldats sont majoritairement des vétérans, tandis que le commandant ennemi est inexpérimenté. Ses adversaires sont donc mal organisés, faisant en sorte que Georges et ses troupes dominent la totalité de la confrontation. Mais Maniakès est inexplicablement blessé mortellement lors du combat. L’auteur de ce coup décisif n’est pas connu, et plusieurs histoires confectionnées apparaîtront pour expliquer comment l’usurpateur a trouvé la mort. l’historien Aristakès de Lastivert considérera plus tard que la mort de Maniakès ne fut rien d’autre que la manifestation de la volonté divine.
Certains soldats de Maniakès parviendront à prendre la fuite, tandis que la majeure partie se joindra à l’armée impériale. La tête du général sera envoyée à l’empereur et un triomphe sera célébré à Constantinople. L’empereur défilera avec ses soldats victorieux, exposant la tête coupée de l’usurpateur et faisant défiler de façon humiliante les troupes vaincues et capturées.
En mourant, Maniakès laisse une femme habitant à Syracuse, Teopapa, ainsi qu'un fils, Crisafo (parfois appelé Crisafo Maniace). Ce Crisafo occupe ensuite de hautes fonctions de dignitaire de l'Empire byzantin en Sicile et se transfert à Messine où il épouse Eudoxia de Léon. Ensemble, ils seraient les ancêtres de la famille noble des Crisafi qui donna de nombreux gouverneurs de la ville de Messine, des archevêques ainsi que les barons de Linguaglossa et comtes de Terranova,.